# Comunitat de comunes del País de Limours
La Comunitat de comunes del País de Limours (oficialment: Communauté de communes du pays de Limours) és una Comunitat de comunes del departament de l'Essonne, a la regió de l'Illa de França.
Creada al 2001, està formada per 14 municipis i la seu es troba a Briis-sous-Forges.

## Municipis
1. Angervilliers
2. Boullay-les-Troux
3. Briis-sous-Forges
4. Courson-Monteloup
5. Fontenay-lès-Briis
6. Forges-les-Bains
7. Gometz-la-Ville
8. Janvry
9. Les Molières
10. Limours
11. Pecqueuse
12. Saint-Jean-de-Beauregard
13. Saint-Maurice-Montcouronne
14. Vaugrigneuse